# مداليات الأرز
مداليات الأرز (الاسم العلمي: Oryzorictinae)، فُصيلة حيوانات لبونة من فصيلة المداليات المتوطنة في جزيرة مدغشقر.